# Eudora Welty
Eudora Alice Welty (Jackson, Mississippi, 1909. április 13. – Jackson, 2001. július 23.) Pulitzer-díjas amerikai novellista és regényíró.

## Magyarul megjelent művei
- A számkivetett indián leányzó. Kisregények és elbeszélések; válogatta: Géher István, fordította: Borbás Mária, Udvarhelyi Hanna; Európa Kiadó, Budapest, 1982